# Аранда де Дуеро
Аранда де Дуеро (шп. Aranda de Duero) град је у Шпанији у аутономној заједници Кастиља и Леон у покрајини Бургос. Према процени из 2017. у граду је живело 32 621 становника.

## Становништво
Према процени, у граду је 2017. живело 32 621 становника.
| 2017.  |
| ------ |
| 32.621 |

## Партнерски градови
- Санта Круз де Тенерифе
- Romorantin-Lanthenay